# Labūnavos miškas
Labūnavos miškas este o arie protejată (sit de importanță comunitară — SCI) din Lituania întinsă pe o suprafață de 983,83 ha, integral pe uscat.

## Localizare
Centrul sitului Labūnavos miškas este situat la coordonatele 55°09′03″N 23°57′23″E / 55.1507°N 23.9564°E.

## Înființare
Situl Labūnavos miškas a fost declarat sit de importanță comunitară în iunie 2005 pentru a proteja 3 specii de animale.

## Biodiversitate
Situată în ecoregiunea boreală, aria protejată conține 5 habitate naturale: Pajiști fino-scandinave uscate până la mezice, bogate în specii de altitudine mică, Păduri caducifoliate bătrâne naturale hemiboreale fino-scandinave (Quercus, Tilia, Acer, Fraxinus sau Ulmus) bogate în specii epifite, Păduri fino-scandinave bogate în ierburi cu Picea abies, Păduri caducifoliate de mlaștină fino-scandinave, Păduri aluvionare cu Alnus glutinosa și Fraxinus excelsior (Alno-Padion, Alnion incanae, Salicion albae).
La baza desemnării sitului se află mai multe specii protejate de  nevertebrate (3): fluturele flitirar (Euphydryas maturna), fluturele purpuriu (Lycaena dispar), Phengaris teleius.
Pe lângă speciile protejate, pe teritoriul sitului au mai fost identificate 1 specie de plante, 1 specie de păsări, 2 specii de nevertebrate.